# Турбичевский сельсовет
Турбичевский сельсовет — упразднённая административно-территориальная единица, существовавшая на территории Московской губернии и Московской области до 1954 года.
Турбичевский сельсовет был образован в первые годы советской власти. По данным 1918 года он входил в состав Синьковской волости Дмитровского уезда Московской губернии.
В 1927 году из Турбичевского с/с был выделен Селивановский с/с.
По данным 1926 года в состав сельсовета входили село Турбичево, деревни Малыгино, Мотовилово, Подсосенье, Селиваново, Тютьково и Эскино, а также хутор Подсосенье.
В 1929 году Турбичевский с/с был отнесён к Дмитровскому району Московского округа Московской области. При этом к нему был присоединён Голядский с/с.
27 февраля 1935 года Турбичевский с/с был передан в Коммунистический район.
14 июня 1954 года Турбичевский с/с был упразднён. При этом его территория была передана в Кульпинский с/с.